# Iofonte
Iofonte (in greco antico: Ἰοφῶν?, Iophôn; Atene, ... – ...; fl. 428-405 a.C.) è stato un poeta ateniese, figlio di Sofocle e Nicostrata.

## Biografia
Iofonte vinse il secondo premio agli agoni drammatici nel 428 a.C., in cui Euripide arrivò primo. Iofonte, come Aristofane riporta, avrebbe ricevuto l'aiuto del padre nelle sue poesie; secondo altre tradizioni molto discusse, Iofonte avrebbe citato in giudizio il padre per ottusità senile, il quale si sarebbe difeso declamando alcuni versi dell'Edipo a Colono. Scrisse 50 drammi di cui si conservano pochi e brevi frammenti.